# جوناثان بوش
جوناثان بوش (بالإنجليزية: Jonathan Bush)‏ هو مصرفي أمريكي، ولد في 6 مايو 1931 في غرينيتش في الولايات المتحدة.

## وصلات خارجية
- جوناثان بوش على موقع إن إن دي بي (الإنجليزية)